# Tempio di Minerva (Marano di Valpolicella)
Il tempio di Minerva è un'area archeologica situata sul monte Castelon, nel comune di Marano di Valpolicella, in provincia di Verona; il sito, frequentato come santuario almeno dal VI secolo a.C., diventa dal II secolo a.C. un luogo di culto dedicato a Minerva.

## Storia

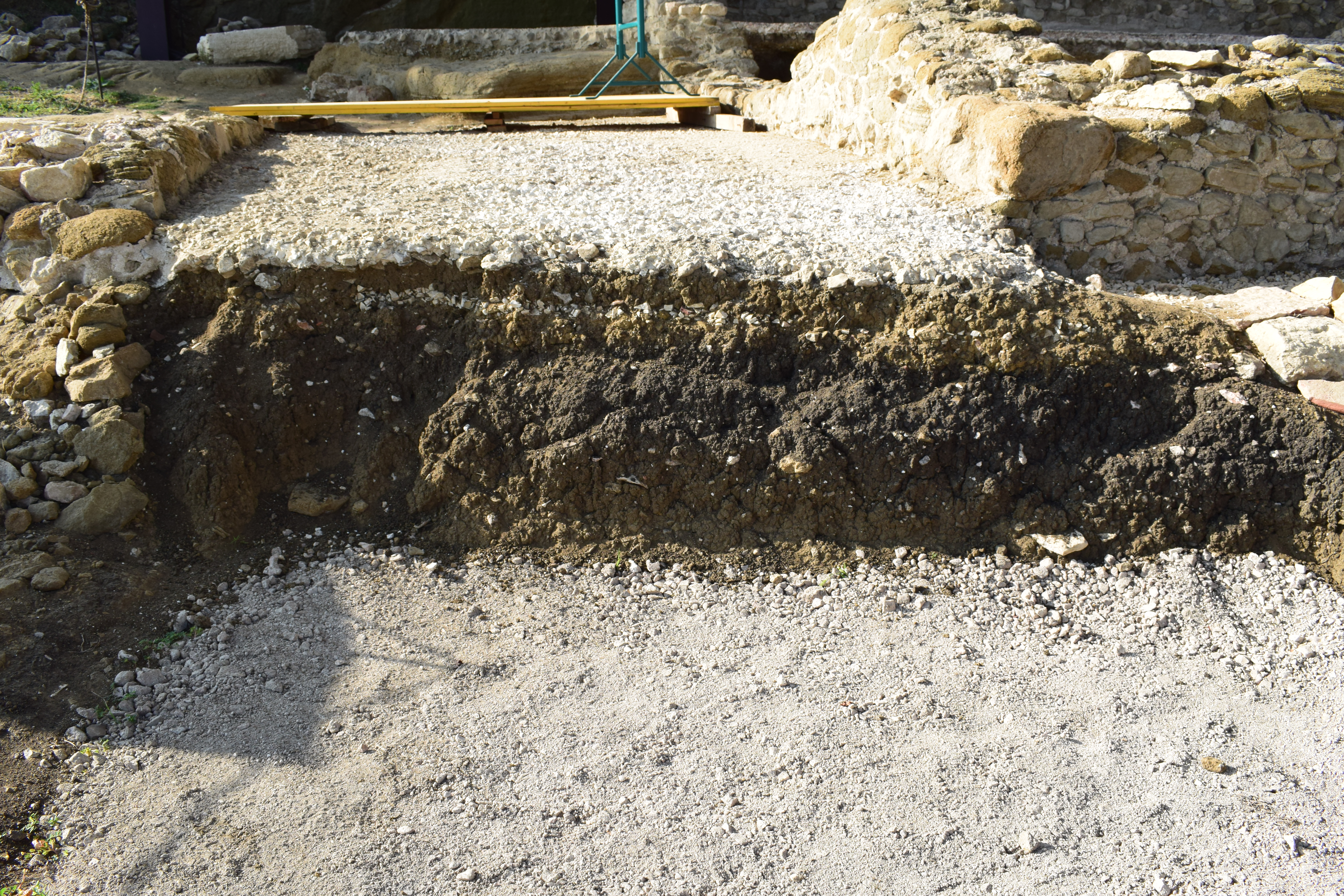
Sezione dello scavo dove si vede la terra di rogo, risalente all’epoca preistorica

Il sito si trova sulle pendici orientali del monte Castelòn, tra le valli di Fumane e Marano; in tale luogo, nell’antichità, doveva esserci una sorgente d’acqua che sgorgava dalla roccia, e una depressione naturale dove probabilmente si accumulava l’acqua. Questo sito era frequentato già dall’età del ferro, nel VI secolo a.C.: i fedeli dell’epoca, oltre a destinare la cavità naturale alla raccolta delle offerte o dei resti sacrificali, allestirono uno spazio dove praticare un rogo votivo, ossia dove bruciare i doni per le divinità; le indagini archeologiche (nell’accumulo di terra di rogo, che è tutto ciò che resta di questa fase del sito) hanno restituito vari resti organici (semi, frammenti di legno, resti di cibo) come anche anelli in bronzo, fibule, bullae e pezzi di ceramica.

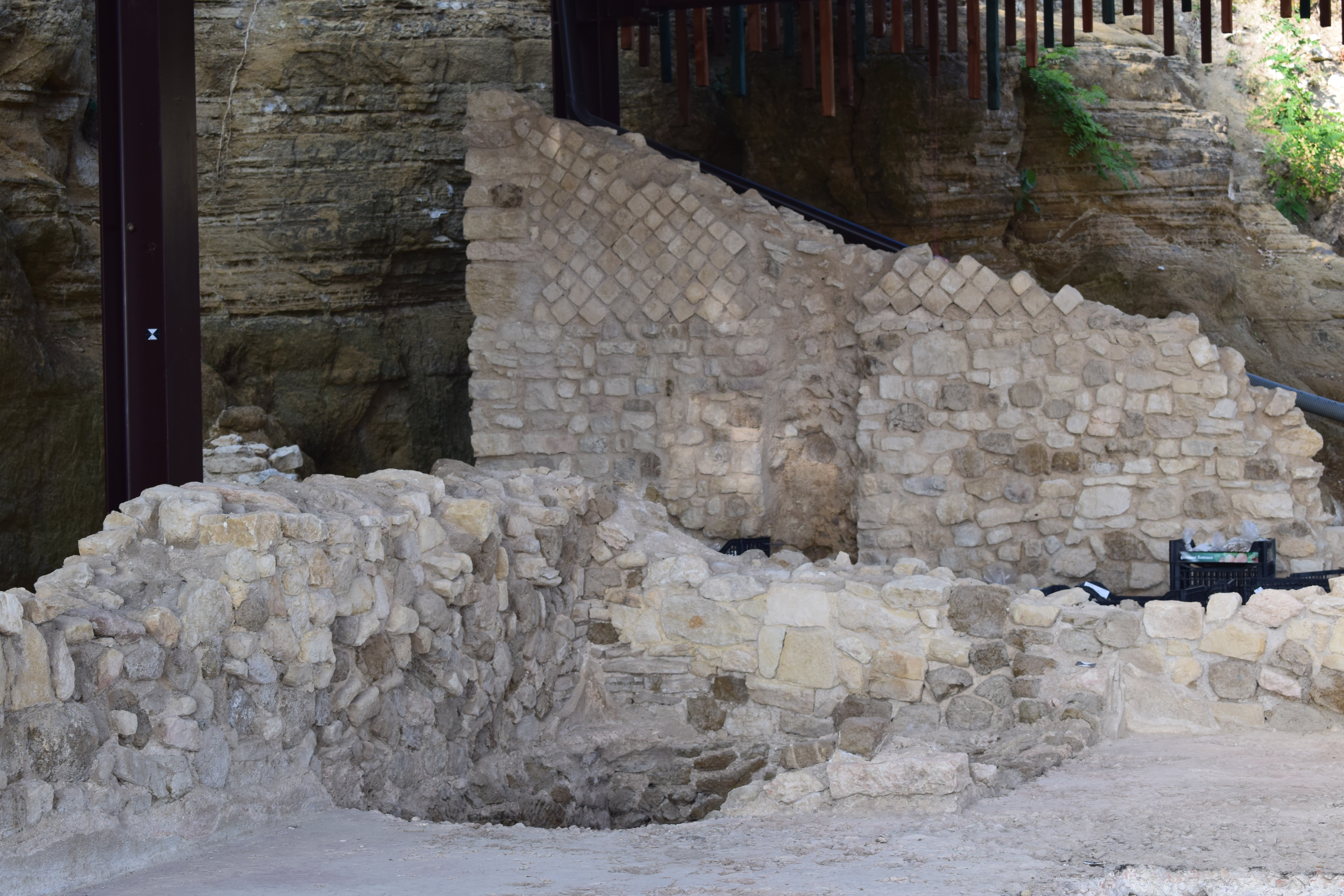
Il muro con il motivo reticolato che chiudeva parte del porticato settentrionale di epoca imperiale

Dalla fine del II secolo a.C. sul sito, che doveva aver acquisito una certa importanza e valenza cultuale, venne eretto un tempio in muratura dedicato a Minerva. La tecnica edilizia e lo stile architettonico suggeriscono per questo intervento una committenza romano-ellenistica. Di questo edificio (che in gran parte giace sotto alle rovine del tempio più recente) si conosce poco: era dotato di un’aula centrale pavimentata in cementizio rosato, con inserite tessere di mosaico; a sud di questa un ambiente allungato, pavimentato in cementizio bianco; a nord un altro spazio con pavimento in lastre di calcare rosa. Il tempio doveva essere riccamente affrescato, dato che sono stati recuperati numerosi frammenti pittorici: la decorazione era del tipo detto “primo stile pompeiano”, che simulava le murature in pietra e in marmo dei palazzi ellenistici, e che in questo caso presentava un motivo a onde correnti lungo tutta la parte inferiore delle murature, forse in riferimento all’acqua presente nel sito.

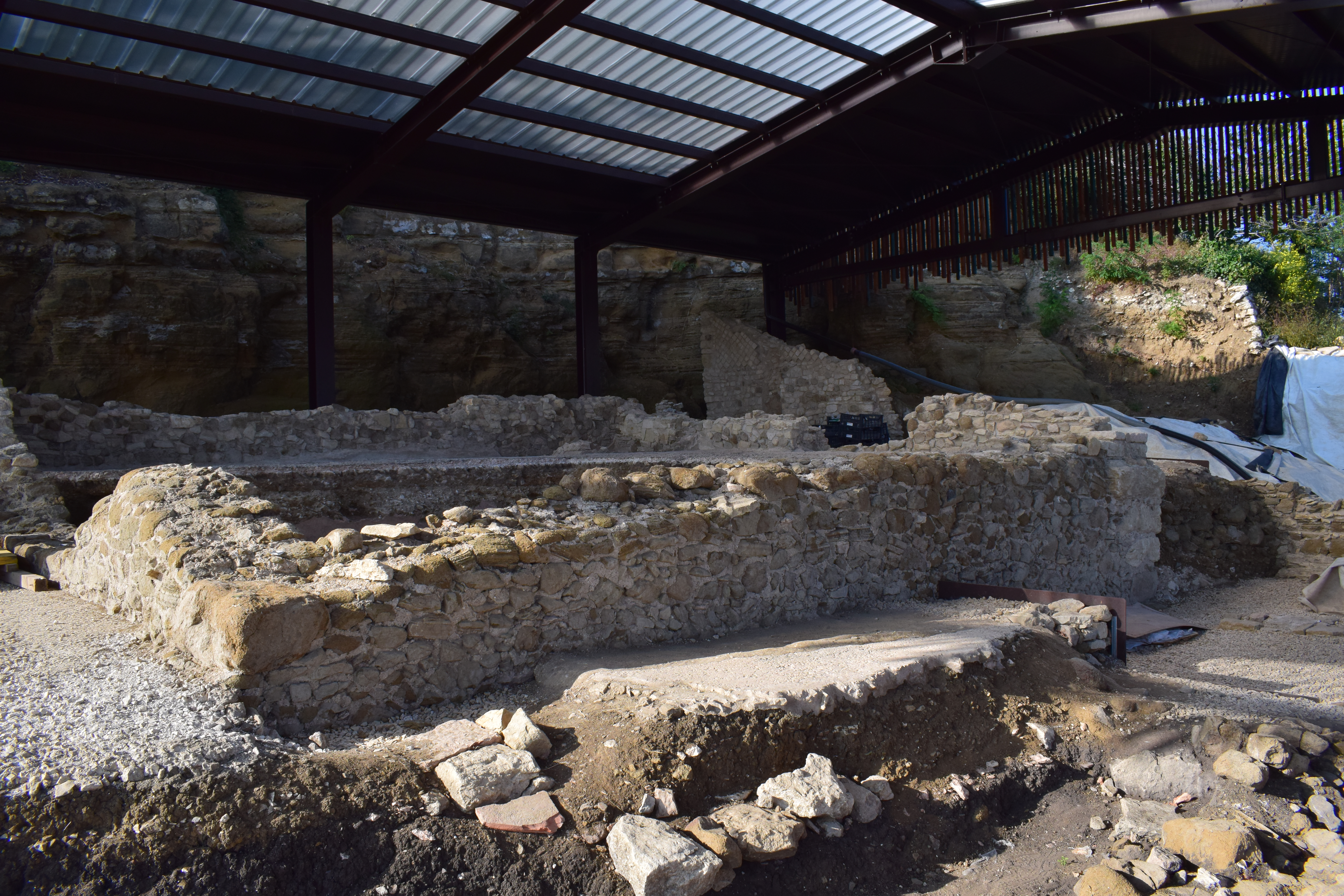
Le mura basali della cella interna di epoca imperiale

In età augustea o nei primi decenni dell’età imperiale il tempio viene completamente ricostruito; la nuova struttura, che è quella a cui si riferiscono i resti oggi visibili, aveva al centro una cella quadrangolare interna, alta 8-9 metri, con una piccola vasca rituale nell’angolo nord-ovest; attorno ad essa correvano tre gallerie complanari alla cella, secondo una pianta architettonica ispirata ai templi di area celtica o germanica: queste erano ubicate sui lati nord, est e sud della cella, erano aperte e presentavano un colonnato dorico (parte del lato settentrionale era chiusa da una muratura coperta da un paramento reticolato); il quarto lato, a ovest, verso il monte, era invece occupato da un canale delle stesse dimensioni delle tre gallerie.
Il sito cadde progressivamente in declino in età tardoantica, anche a causa della diffusione del cristianesimo; il tetto andò distrutto durante un incendio e il tempio, non più riparato, cadde in rovina e finì per essere sepolto dai colluvi e cedimenti della roccia del versante del monte. Nelle vicinanze sorse, secoli dopo, anche la chiesa di Santa Maria di Valverde (anticamente detta “di Santa Maria Minerbe” o “di Santa Maria sopra Minerva”).
La riscoperta del tempio partì grazie a Girolamo Orti Manara, che dopo una serie di ricerche nel 1835 cominciò una campagna di scavi sul sito (la presenza di un tempio sul monte era peraltro già nota agli abitanti e agli storici locali, anche se il luogo preciso era stato dimenticato); nonostante le difficoltà tecniche egli riuscì a rinvenire parte dei resti dell’ultimo edificio e anche vari reperti e iscrizioni, che vennero riprodotti su carta da Giuseppe Razzetti. 
Nonostante questo il luogo venne di nuovo abbandonato e, dopo la costruzione di terrazzamenti (“marogne“) negli anni tra le due guerre, destinato ad uso agricolo; un progetto di valorizzazione è partito nel 2005 e, rimessi in luce i resti già trovati da Orti Manara, si è passati ad una seconda serie di scavi che hanno fatto riemergere le altre parti del tempio imperiale e permesso di documentare le tracce dei siti più antichi. L'ultima campagna di scavo, condotta nel 2023 all'interno del corpo centrale del tempio, ha portato alla messa in luce del pavimento e del residuo di  alzato con intonaco di età repubblicana. L’area archeologica è stata aperta al pubblico nel 2020.